# フェルカーマルクト郡

フェルカーマルクト郡
Bezirk Völkermarkt

フェルカーマルクト郡（フェルカーマルクトぐん、独: Bezirk Völkermarkt）は、オーストリアのケルンテン州にある郡（Bezirk; 行政管区とも訳される）。郡庁所在地はフェルカーマルクト。
ケルンテン州の南東部に位置する。北東でヴォルフスベルク郡と、北西でザンクト・ファイト・アン・デア・グラン郡と、西でクラーゲンフルト＝ラント郡と接する。南はスロベニアとの国境となっており、西から順にトルジッチ、イェゼルスコ、ソルチャヴァ、チュルナ・ナ・コロシュケム、メージツァ、プレヴァリェ、ラヴネ・ナ・コロシュケム、トラボグラートに接している。
フェルカーマルクト郡には以下の13の市町村（Gemeinde; ゲマインデ）がある。そのうちフェルカーマルクトとブライブルクが市（Stadt）に、3つが町（Marktgemeinde; 市場町）に指定されている。なお市町村名は順にドイツ語のカナ表記、ドイツ語表記、スロベニア語表記である。
- ブライブルク Bleiburg, Pliberk （市）
- ディークス Diex, Djekše
- エーベルンドルフ Eberndorf, Dobrla vas （町）
- アイゼンカッペル＝ヴェラッハ Eisenkappel-Vellach, Železna kapla-Bela （町）
- ファイストリッツ・オプ・ブライブルク Feistritz ob Bleiburg, Bistrica nad Pliberkom
- ガリツィン Gallizien, Galicija
- グロバスニッツ Globasnitz, Globasnica
- グリッフェン Griffen, Grebinj （町）
- ノイハウス Neuhaus, Suha
- ルーデン Ruden, Ruda
- ザンクト・カンツィアン・アム・クロパイナー・ゼー Sankt Kanzian am Klopeiner See, Škocijan
- ジッテルスドルフ Sittersdorf, Žitara vas
- フェルカーマルクト Völkermarkt, Velikovec （市）